# Zygina alnicola
Zygina alnicola är en insektsart som först beskrevs av Rauno E. Linnavuori 1965.  Zygina alnicola ingår i släktet Zygina och familjen dvärgstritar.
Artens utbredningsområde är Tunisien. Inga underarter finns listade i Catalogue of Life.